# Ogród francuski

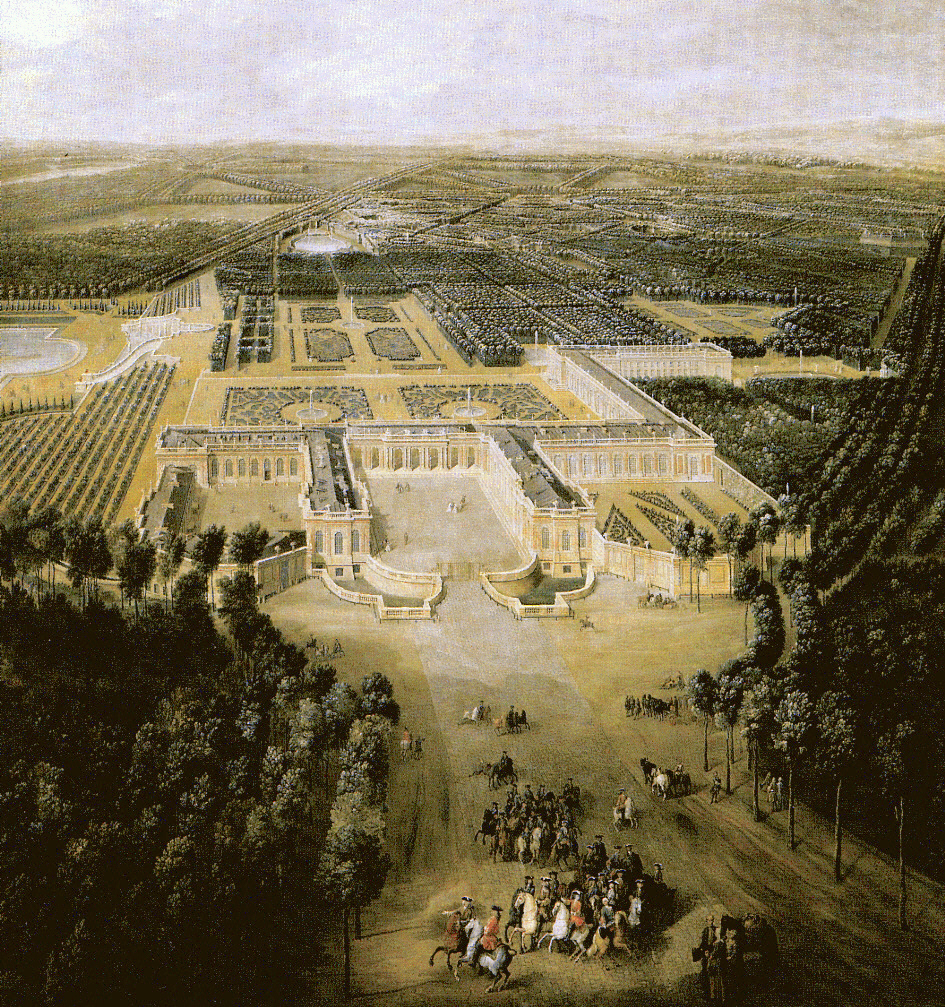
Grand Trianon (1724)

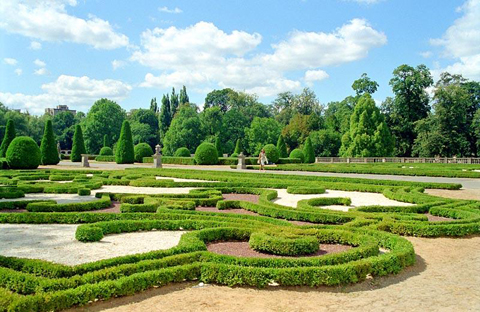
Park Branickich – ogród francuski

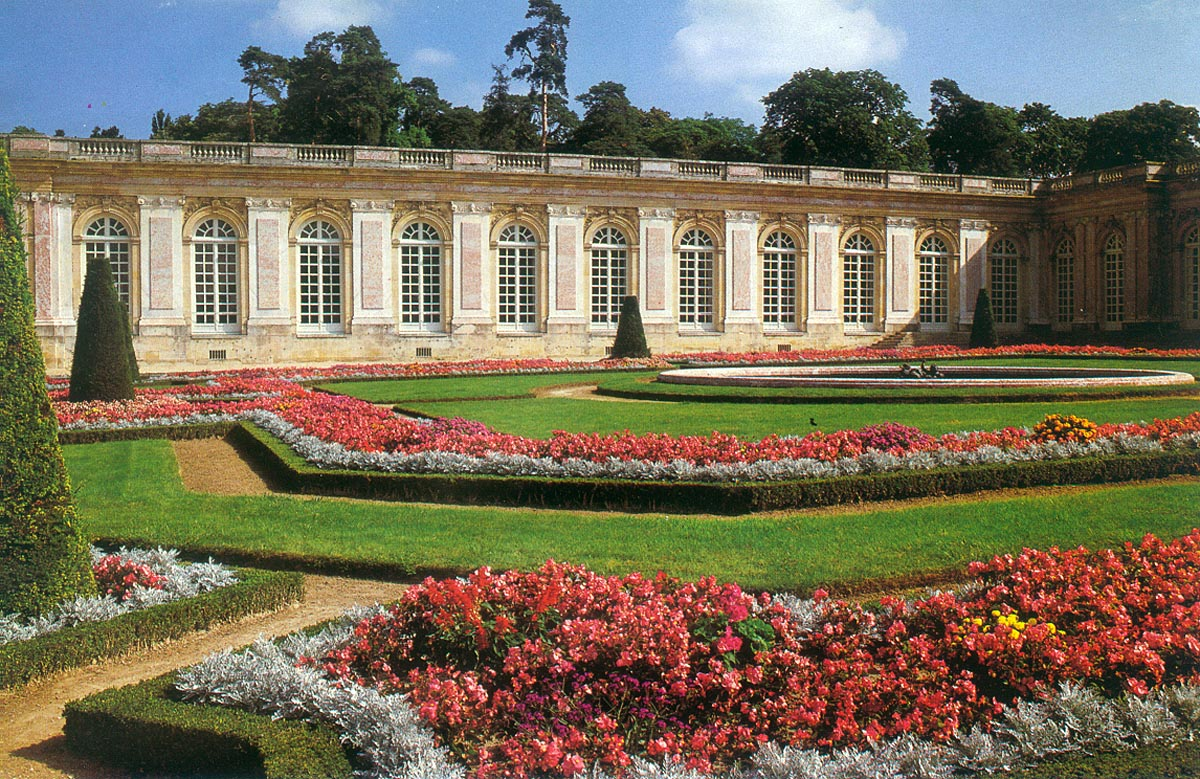
Ogród Grand Trianon w Wersalu pod Paryżem

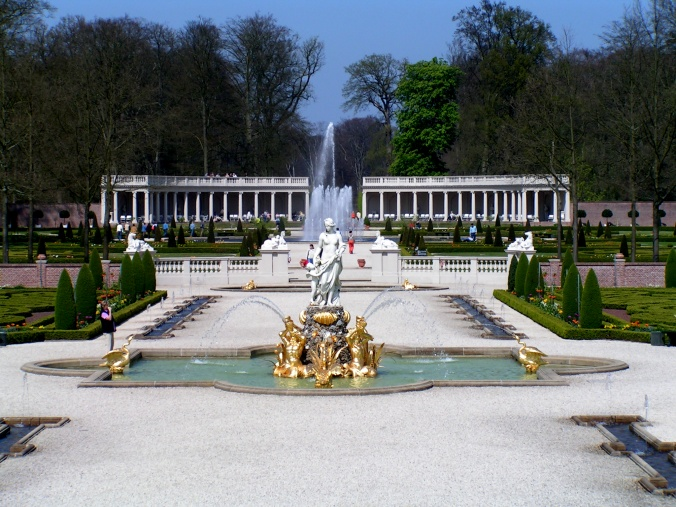
Ogrody Het Loo w Holandii

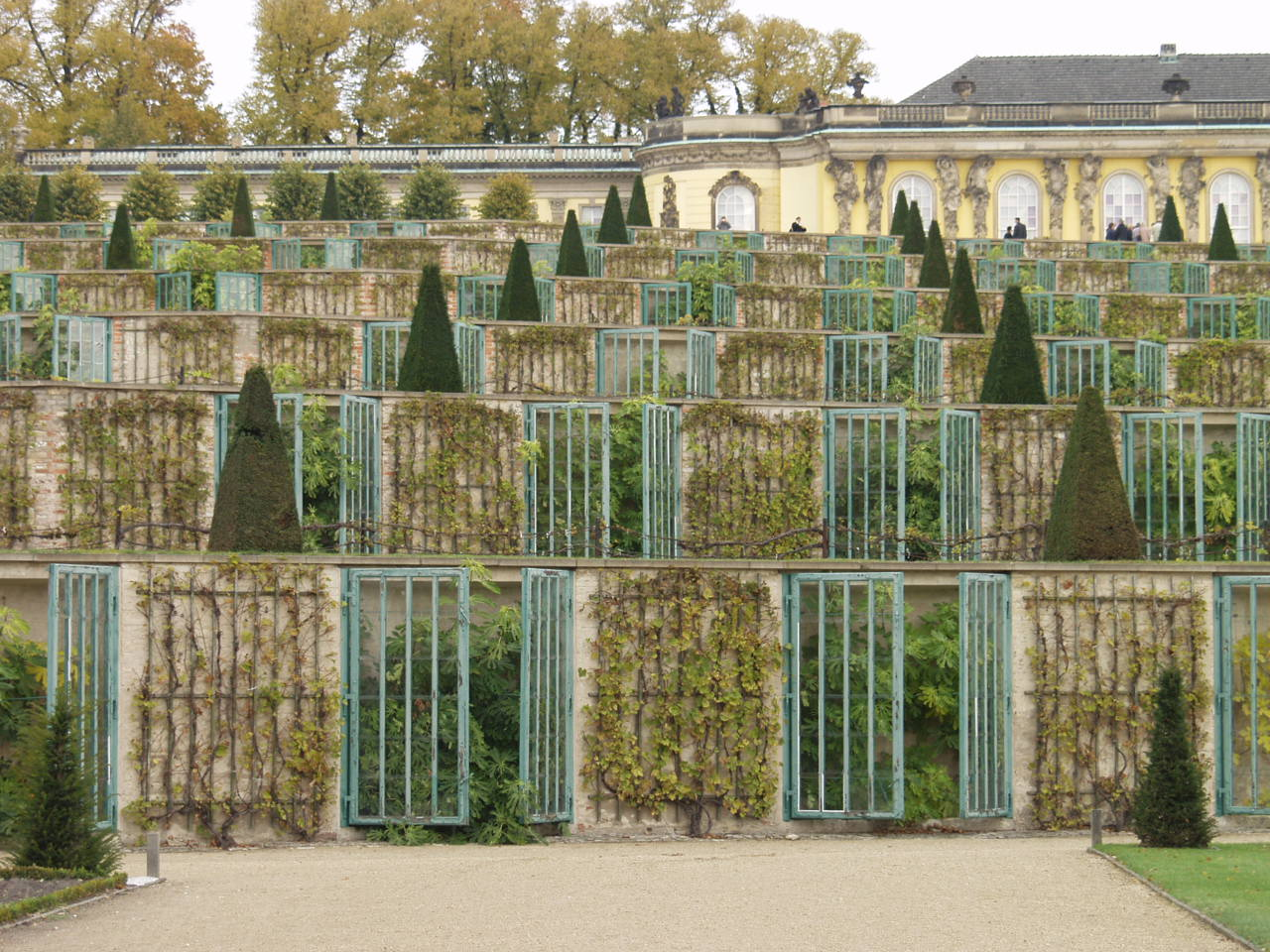
Ogród Sanssouci w Poczdamie – tarasy

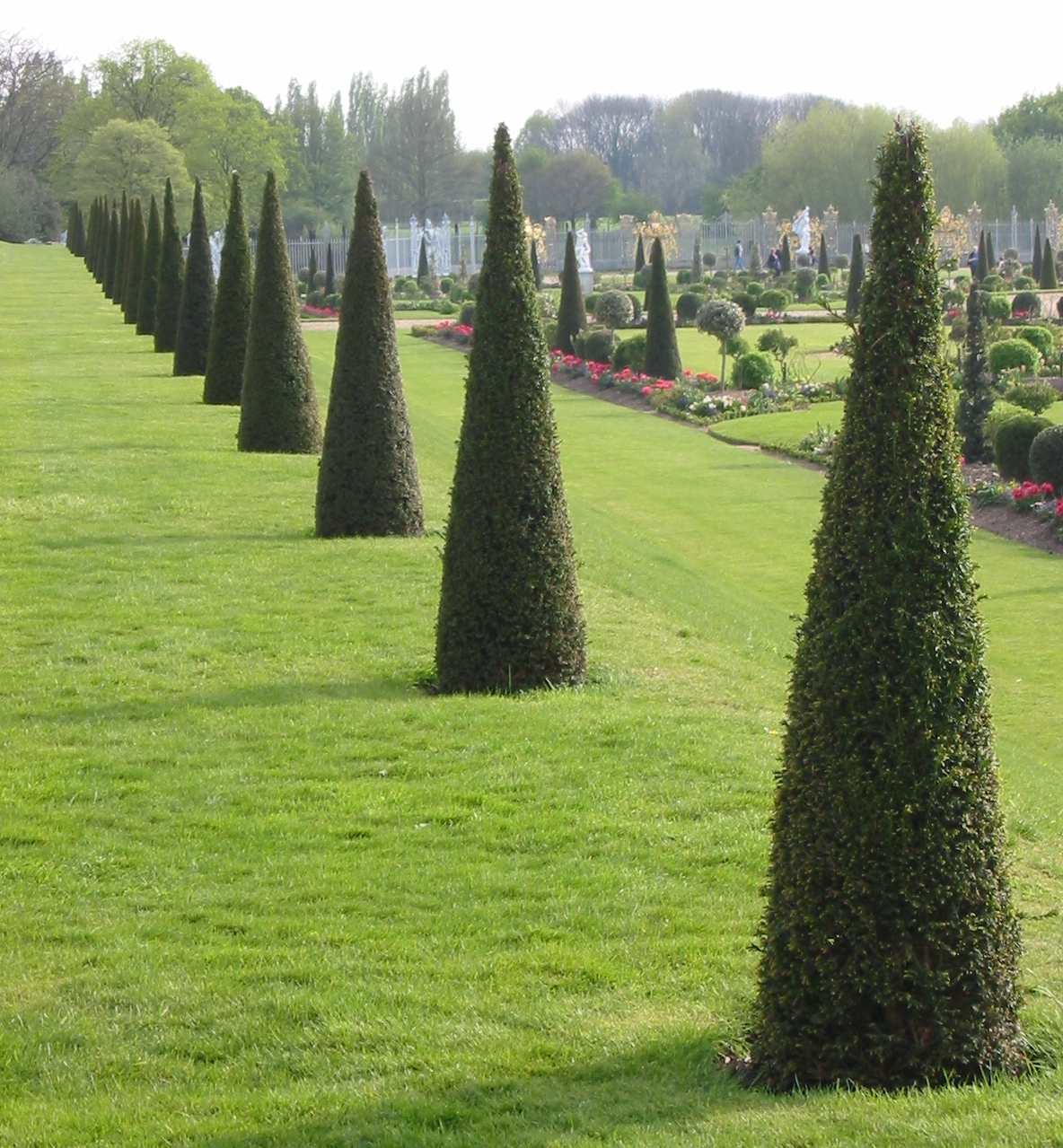
Ogród w angielskim Hampton Court

Ogród francuski (fr. jardin à la française), ogród barokowy, ogród w stylu francuskim ewentualnie barokowym, a także barokowy/francuski styl ogrodowy oraz francuski ogród regularny – styl aranżacji ogrodu zapoczątkowany we Francji w XVII wieku. Tego typu ogrody powstały dzięki rozwojowi gospodarczemu, a zwłaszcza kulturalnemu Europy. Wywodzi się je z renesansowych ogrodów włoskich, które na początku XVII wieku stały się ważnym dodatkiem pałaców i dworów, stanowiąc ich niezbędne dopełnienie. Do ozdobności ogrodów należących do królów francuskich przywiązywano wielką wagę. Za Ludwika XVI ogród w Wersalu osiągnął szczytową formę i stał się wzorem. Idea natury w pełni zdominowanej i kontrolowanej przez człowieka związana była z modnym wówczas absolutyzmem oświeconym. Styl szybko rozprzestrzenił się nie tylko na dworach możnowładców francuskich, ale też stopniowo w całej Europie. W poszczególnych krajach kładziono nacisk na różne elementy ozdobne i styl często wzbogacano nowymi elementami architektonicznymi w duchu narodowym oraz nowymi roślinami w zgodzie z miejscowym klimatem. Po klęsce Napoleona rola Francji jako wzorca znacznie osłabła, a w ogrodnictwie zapanował romantyczny styl angielski. Mimo to, w wielu miejscach regularne ogrody w stylu francuskim są wciąż utrzymywane, a nawet zakładane od nowa.

## Charakterystyka ogólna
Charakterystyczną cechą typowych ogrodów francuskich jest regularność kompozycji, zwykle zaznaczana symetrią dwuboczną względem alejki głównej biegnącej przez środek ogrodu. Drzewa i krzewy formowano i równo strzyżono. Aleje, szpalery, labirynty i punkty widokowe układały się w ogrodowe wnętrza o różnych funkcjach. W ogrodach barokowych niezwykle ważne były kontrast i światłocień – ich uzyskanie w praktyce polegało na zróżnicowaniu wysokości terenu w bezpośrednio sąsiadujących częściach ogrodu oraz dbałości o rozmaitość kolorystyki sadzonych roślin. Starano się tak projektować założenia ogrodowe, aby zachowywały cechy dynamiczne, zwracały uwagę swoim bogactwem kształtów i kolorów oraz efektownością i rozmiarami. Zieleń wzbogacano ławkami, fontannami, rzeźbami. Pałace, a zwłaszcza zamki, które wcześniej miały charakter obronny, stały się częścią ogrodów poprzez zabudowę na planie podkowy z dziedzińcem pośrodku (tzw. układ entre cour et jardin). Najlepszy widok na główny ogród, zwykle umieszczony za pałacem, roztaczał się z okien sali balowej pałacu. Wzdłuż osi ogrodu umieszczano elementy podkreślające reprezentacyjność – strumyk, basen, aleję lub pawilon ogrodowy. W dalszej części ogrodu znajdowały się elementy charakterystyczne dla baroku i rokoka – labirynty, gabinety, boskiety oraz teatry ogrodowe; zazwyczaj umieszczano je poza częścią parterową ogrodu.

## Historia i ewolucja ogrodu francuskiego
Wbrew pozorom styl francuski ogrodu nie był jednolity. W zasadniczej postaci trwał około 150 lat (od połowy wieku XVII do końca XVIII) i przetrwał barok, regencję oraz rokoko. W poszczególnych okresach obowiązywały nieco inne reguły i chociaż nowe elementy ogrodu zyskiwały przewagę, jednak poprzednie, typowe formy wciąż były w użyciu. Łatwo to zrozumieć jeśli weźmie się pod uwagę, że w tym okresie ogrodnictwo stało się modnym, bardzo cenionym i dość popularnym zajęciem, przez encyklopedystów uznawanym za sztukę. Na temat sztuki ogrodniczej napisano wiele książek zawierających liczne projekty ogrodowych założeń. Po śmierci Ludwika XIV, dwór przeniósł się do Paryża, a za nim podążyła arystokracja i bogata burżuazja. Masowo zaczęto naśladować ogrody zakładane przez Le Nôtre’a. Tylko w pierwszej połowie XVIII wieku ukazało się 4 razy więcej książek o ogrodach i ich zakładaniu niż w całym wieku XVII, a na dodatek miały one liczne wznowienia. Ogród stał się wyrazem snobizmu, intelektualnych zainteresowań, normą smaku i kryterium nowoczesności. Zakładano powszechnie, w różnych warunkach w sensie klimatu i rodzaju podłoża oraz w sensie zasobności portfela. Jean Baptiste Alexandre Le Blond idee francuskiego ogrodu przeniósł nawet do zimnej Rosji.
.

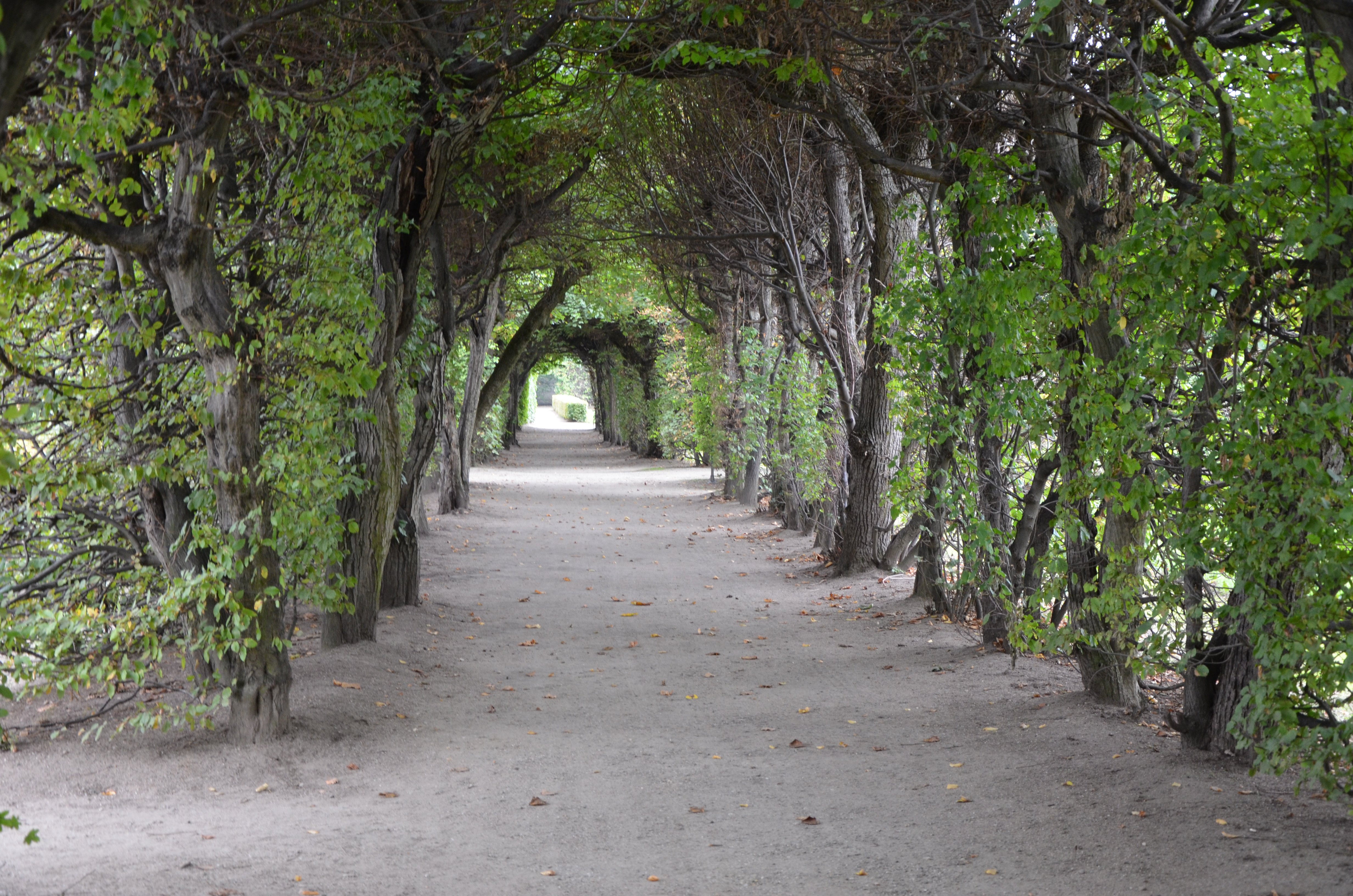
Bindaż w ogrodzie francuskim biskupiego pałacu w Kromieryżu (Czechy)

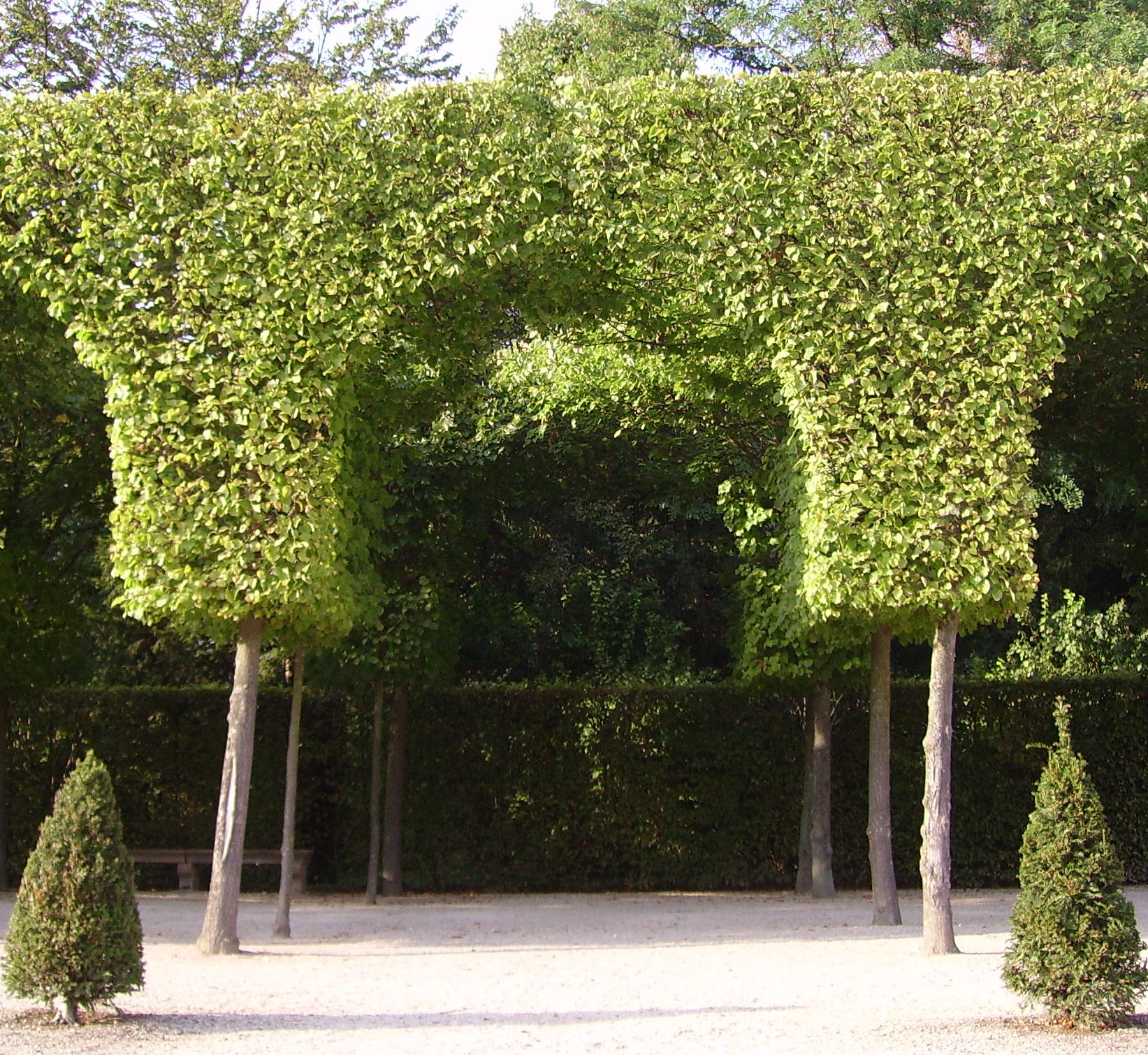
Jedna z postaci berceaux

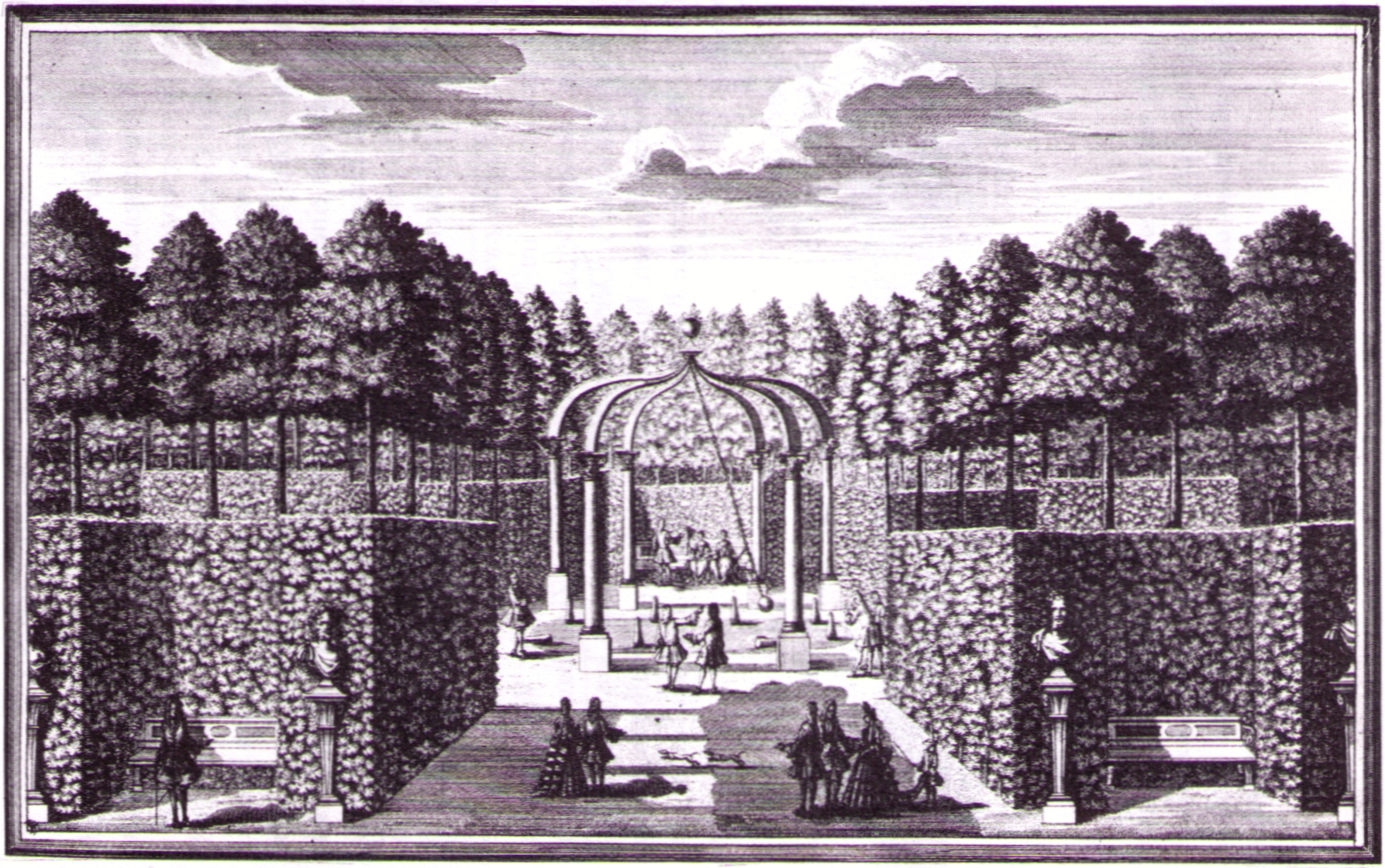
Grafika z epoki przedstawiająca ogród francuski

André Le Nôtre i jego pomocnicy stworzyli modę na partery ogrodowe, modę która w klasycznej formie, przez szacunek dla twórcy, utrzymywała się do połowy a miejscami w Wersalu, nawet do końca XVIII wieku. Jeszcze w drugiej połowie XVIII wieku J. Delille pisał: styl Le Nôtre’a na to jest, ażeby się przed monarchami okazywał, zwłaszcza że królowie losem swoim są skazani na to, ażeby trzymali się wspaniałości. Partery haftowe pojawiły się w końcu XVI w. i według relacji Louisa de Saint-Simona nawet Le Nôtre początkowo oceniał je krytycznie. W 1690 r. ukazało się dzieło Jean de la Quintinie Instruction pour les jardins. Dzięki tej książce napisanej przez ogrodnika szkolonego pod okiem Le Nôtre’a ogród francuski stał się powszechnie dostępny. Partery Le Nôtre’a i jego następców tworzono w obramieniu bukszpanowym. Przestrzeń między wzorem oraz powierzchnię prostoliniowych alei wypełniano piaskiem zapobiegając wzrostowi innych roślin. Teren założenia był płaski, w centrum lokalizowano staw lub fontannę a wokół nie było drzew chyba że jako szpaler na obrzeżu. W pierwszej połowie XVIII w. chętnie stosowano kwiaty cebulkowe. Hodowane w doniczkach były w ciągłym pogotowiu. Wymieniając doniczki można było z dnia na dzień uzyskać zmianę barwy wybranej części parteru np. z żółtej (żonkile) na niebieską (np. hiacynty). Co więcej, trzymając wysuszone cebulki i podlewając, można było zakwitnięcie uzyskać w dowolnej porze. Jeszcze do końca lat 30. XVIII wieku najchętniej naśladowano mistrza Le Nôtre’a.
Później coraz częściej pojawiają się partery rokokowe określane jako rozerwane lub negatywowe bo głównym ich elementem stały się powierzchnie wysypane żwirkiem. Rośliny zajmowały w nich znacznie mniejszą powierzchnię, ponadto były ukrywane przez zastosowanie podobnego kolorystycznie podłoża. Zacierały się kontury i pojawiał się efekt nieciągłości, zwłaszcza zewnętrznych obramień np. u Louisa Ligera. Wzory wcześniej uzyskiwane jednym gatunkiem rośliny teraz wykonywano kilkoma. Dotychczas zwartą formę zastąpiono migotaniem rozdrobnionych form i kolorów, pozornie pozostających bez związku ze sobą. Zaistniałą przewagę pustych miejsc ogólnie określano jako amor vacui, czyli upodobanie do pustki. Rozdrobnienie ozdobnego motywu miało symbolizować tknięcie piętnem rozpadu obejmującego wzór, powierzchnię oraz całość kompozycji. Stosowano różnorodne rośliny, a na podłoże kolorowe piaski, pył kamienny, ceglany, węglowy, wiórki żelazne, szkło, kamień itp. materiały. Na małej kwaterze parteru można było znaleźć do 15 różnych materiałów. Prawdziwą kompozycję motywu niełatwo można było dostrzec. Źródłem nowych idei kompozycji ogrodowych stały się utwory muzyczne zwłaszcza Domenico Scarlattiego. Ceniono zwłaszcza krótkie dźwięki klawesynu oraz utwory wirtuozowskie komponowane w myśl zasady, według której im dalej od siebie znajdowały się obie ręce grającego, tym lepiej. Stosowano też akord rozłożony. W jednej formie muzycznej zalecano prezentację całej inwencji artysty. Reguły idealnej muzyki w tym okresie miały też bezpośrednie przełożenie na kompozycje ogrodowe, zwłaszcza w założeniach Louisa Ligera. Oprócz niego propagatorami parterów rokokowych byli także Jacques-François Blondel, Jean Baptiste-Alexandre Le Blond (kolejny uczeń Le Nôtre’a), a w późniejszym okresie także Pierre Galimard. Ten ostatni, w 1762 r. na temat regularnych ogrodów wydał dość istotną pracę pt. Architekture des jardins.
Tymczasem ogród regularny zaczęto odbierać jako makietę, na której kunszt ogrodnika ukrywał nawet naturalny bieg pór roku. Z początkiem XVIII w. zaczęto zauważać trawę i całe bogactwo jej odcieni. Dystans człowieka od przyrody powoli zaczął się zmniejszać. Stopniowo powierzchnie trawiaste zajmowały coraz większy obszar. Pojawił się parter gazonowy (trawiasty), trawiaste stały się nawierzchnie alei, ramp, zboczy oraz dziedzińców. Partery gazonowe zaczął zakładać już Le Nôtre. W pierwszej połowie XVIII w. zyskały one ogromną popularność. Partery haftowe ogłoszono niemodnymi a ich miejsce zaczęły zajmować zainicjowane przez Le Blonda partery gazonowo-haftowe lub gazonowo-kwiatowe. W parterach gazonowo-haftowych zastępowano jedną z par symetrycznych kwater trawnikiem natomiast typowy parter haftowy pozostawiano jedynie pod oknami pałacu. Nawet trawniki w okresie rokoka nie zajmowały jednolitej powierzchni, miały liczne wcięcia i wypusty. Jacques-François Blondel zaproponował odwrócenie wzoru – główny motyw parteru rysowano pustką. Za rodzaj pustki można uznać wszelkiego rodzaju ścieżki i gabinety wytyczane wewnątrz boskietów.
Zamiast różnego rodzaju murków rozdzielających lub zamykających widok pojawiły się wzniesienia zwane vertugadin, jednak większą popularnością cieszyły się wgłębniki, czyli boulingrin. Początek dał im bowling-green, czyli specjalnie ukształtowane trawiaste pole do kręgli, umieszczone wśród boskietów między skarpami. W boulingrin zacienianie zieleni odbywało się w sposób naturalny. Różnice w wilgotności podłoża były minimalne, ale widoczne. W centrum, w miejscu najgłębszym, zieleń była najintensywniejsza. Boulingrin był tani i łatwy do założenia, nadawał się nawet na tereny podmokłe. Wgłębniki zdecydowanie różniły się od nadmiernie wysuszonych parterów i dobrze zaspokajały potrzebę zieleni.
Na terenie płaskim boulingrin, wkrótce nauczono się naśladować stosując różne gatunki traw – każda zgodnie z naturą miała trochę inną wysokość i kolor.
Drzewa sporadycznie stosowane w ogrodach już w XVI wieku, pierwotnie występowały w postaci szpalerów wyznaczających pola widokowe. Od początku XVIII wieku zaczęły występować jako boskiet quinconce i wkrótce stały się elementem obowiązkowym ogrodu. Drzewa zaczęto traktować indywidualnie i w drugiej połowie XVIII w. zaprzestano, powszechnego wcześniej podcinania. Wreszcie można było zobaczyć i docenić indywidualne cechy gatunkowe drzew, dostrzec fakturę pnia, kształt korony i liści. Drzewa nawet zaczęto sadzić w bezpośredniej bliskości pałacu, zastępując nimi parter. M. A. Laugier bardzo lansował tego typu założenia jako naturalne i dające cień.
Cień stał się zupełnie nowym odkryciem. Wreszcie skończyły się spacery po pustych placach wysypanych żwirkiem, gdzie nie było najmniejszej możliwości ukrycia się przed słońcem a zwiedzający nawet nie zapuszczali się w głąb parku ponieważ nie mieli siły na takie eskapady. Brak cienia, podobnie jak symetria, był główną cechą klasycznego francuskiego ogrodu regularnego. Już w latach 30. XVIII w. Louis de Saint-Simon pisał w Pamiętnikach: całość wywołuje podziw, lecz nie zachęca do przebywania zaś brak cienia określał jako gwałt na naturze.
Fryderyk Schulz, kurlandzki poseł na sejm w Warszawie, relacjonował wrażenia z ogrodu Saskiego: Aleje, żywe płoty, trawniki ogrodu urządzone we francuskim stylu. Dają one dużo wolnego miejsca..., ale za to mało cienia. Dlatego ogród szczególniej bywa zwiedzany tylko rankami i wieczorami. Nawet aleje Le Nôtre’a nie dawały cienia bowiem były szerokie a szpalery je otaczające niskie. Jeszcze za swego życia Le Nôtre założył ogród Sources, zawierający same boskiety i kryte aleje zaś zupełnie pozbawiony parterów. Ze względu na cień, umożliwiający spacery nawet do krańców ogrodu, Sources był przez wielu bardzo ceniony. Sam autor uważał go, podobnie jak ogród Tuileries, za swoje największe dokonanie. Podobny styl zastosowano także w Trainon-sous-Bois. Dla księcia Orleańskiego w ogród pełen cienia przekształcono Palais-Royal. Jako nowość pojawiły się tam bindaże (franc. berceaux). Były to żywe graby splecione ze sobą w rodzaj tunelu, opisane w Mercure de France w 1732 roku. Następnie stosowano drewniane, później metalowe stelaże tworzące łukowato sklepiony tunel (bramę, kosz, altankę) i oplecione roślinnością pnącą. Bindaże wkrótce stały się ulubionym elementem boskietów i labiryntów. Był to nowy element pozwalający urozmaicić ogród zaś różnorodność według Dézalliera d’Argenville (1709) oraz J.A. Piganiola de la Force była cechą najlepiej świadczącą o wspaniałości ogrodu. Idea różnorodności sprawiała, że nawet świadomi naśladowcy gotowych planów i rozwiązań, zaczęli powstrzymywać się od pełnej ich realizacji. Różnorodności w sposób naturalny sprzyjało żywe, a więc zmienne tworzywo roślinne.
Bliżej połowy XVIII wieku na powierzchni wgłębników zaczęto rozrzucać pojedyncze okazy lip i kasztanowców. Odkryto zalety drzew iglastych – boskiety świerkowe uznano za najpiękniejsze i nazywano je bois verts. Pojawiły się też dwa rodzaje alei. W Allée blanche (aleje białe) mających zwarte korony sąsiednich szeregów i przez to niedopuszczające słońca na ścieżki powierzchnię spacerową wysypywano białym żwirkiem. Ścieżki luźniejszych alei zielonych (allée verte) pozostawiano trawiaste.
Coraz częściej A.M.A. Laugier krytykował partery tradycyjne za brak cienia (tylko piasek i kwiaty) natomiast abbé Antoine Pluche (1732), abbé T. Leblanc (1745) oraz J.F Blondel wychwalali w ogrodach naturalną zieleń. W efekcie stopniowo coraz więcej było zieleni i coraz mniej pstrokacizny kwiatowej oraz murków. Zieleń stała się symbolem naturalności i zaczęto czynić starania aby z ogrodu całkowicie wyeliminować wszelkie ślady działania człowieka (Dézallier).
Od samego początku XVIII wieku wśród propagatorów ogrodowej zieleni pojawiły się dwie tendencje, wyraźnie dostrzegalne dopiero od połowy XVIII wieku. Pierwsza tendencja prowadziła do stworzenia idealnego ogrodu arkadyjskiego, takiego jak na obrazach Watteau. Życie wolne od fałszu i śmierci, przepędzane na łąkach w cieniu drzew jako sielski ideał przedstawiał też Honoriusz d’Urfé w Astrei. Za ideał pierwotnego życia wiejskiego uznano czasy sprzed epoki Ludwika XIV. Sianko, krówki, pastuszkowie, a w tle, namalowane na murach, tajemnicze budowle. Pojawił się kult rolnictwa i nobilitującej pracy na roli. Ogrody w takim stylu, w których dopuszczano niewielką porządkującą ingerencję człowieka, propagował abbé Antoine Pluche. Jednak za ojca idei parków krajobrazowych uważa się H.L. Duhamela de Monceau, autora pracy Iraité de la culture des terres (Paris 1750) i J. G.Sulzera autora Entretiens sur les beautés de la Nature (Paris 1750). Traktowały one o uprawie roli i stosunku człowieka do natury uwzględniając niektóre koncepcje fizjokratyzmu. Tym samym pojawiło się rozróżnienie ogrodu regularnego w stylu Le Nôtre’a i ogrodu jako parku widokowego (krajobrazowego). Początek przemiany we Francji zaznaczył się najpierw w słownictwie, partery zaczęto nazywać łąką zaś boskiety lasem mimo że ich wygląd nie uległ zmianie, zmienił się jedynie sposób myślenia. Jednak do końca XVIII wieku ogrody francuskie były zgeometryzowane i podlegały regułom matematycznym. Koncepcja nowego ogrodu (parku krajobrazowego) zwyciężała stopniowo, powoli by ostateczne zwycięstwo odnieść z początkiem XIX w. Park krajobrazowy okresu klasycyzmu nabrał charakteru sentymentalnego. Pozwalał dostrzec rośliny jako takie (nie proporcje, linie i regularności), stopniowo następował też koniec iluzji natury abstrakcyjnej, samej w sobie. Pod wpływem krytyki Dézalliera (jeszcze z początku wieku) zrezygnowano w końcu z pałaców ginących w oddali i malowanych na murze zastępując je altanami obrośniętymi żywą roślinnością. Koncepcja parku krajobrazowego powstawała zarówno w Anglii, jak i we Francji. We Francji odbywała się w ramach geometrycznych ograniczeń stylu, natomiast w Anglii tych ram nie wytyczano. Jako kraj żeglarski czerpała wzorce z Włoch, Chin i wielu innych miejsc. Nie mniej obie drogi prowadziły do tej samej krajobrazowej koncepcji parku. Były to początki stylu, później określanego jako angielski.

### Francuski park krajobrazowy
W 1699 roku król Ludwik XIV nakazał zorganizowanie ogrodu w Marly zalecając by park nie miał charakteru ogrodu pałacowego, był naturalny a drzewa rosły jak w lesie. Kilka miesięcy później zmarł Le Nôtre dając możliwość realizacji pomysłów Dufresny’emu. Dufresny na dworze był ceniony za to, że nieustannie tryskał nowymi pomysłami. Biografowie zazwyczaj stawiają Le Nôtre’a w opozycji do Dufresny’ego co wcale nie musiało mieć miejsca w rzeczywistości (miał 13 lat gdy Le Nôtre już był królewskim ogrodnikiem), chociaż koncepcje obu panów różniły się zdecydowanie. Dufresny zakładał swoje niewielkie ogrody na terenie pofałdowanym, a nawet sztucznie wzbogacanym dodatkowo usypanymi wzniesieniami. Jego ogrody były nieregularne, wieloczęściowe a każda część miała inny charakter, brak też w nich było rzeźb, fontann itp. obcych naturze elementów. Zakładano je z myślą o zabawie i rozrywce i w żadnym wypadku nie miały mieć charakteru reprezentacyjnego. W swoich ogrodach eksponował element przypadku, paradoksu, żartu i zabawy z myślą o ilustrowaniu baśni chińskich oraz bajek pana Perraulta. Nowe ogrody miały charakter naturalny bo nie chodziło o pokazanie kunsztu ogrodniczego, lecz ilustrację baśni. Paradoksalnie, widzowie przyzwyczajeni do regularnych ogrodów Le Nôtre’a, naturalność ogrodów Dufresny’ego odbierali jako fantazję i niespotykane dziwactwo. Dla zwiedzających, zza wzgórz niespodziewanie ukazywały się „dziwne” obrazy a to stos narąbanego drzewa a to młyn, gdzieś stogi siana i inne elementy rustykalne, typowe dla wsi (znana już sielskość). Dodanie elementów zabawowych, pojawiających się podczas zabaw, jedynie uatrakcyjniało całość, przez większość czasu zdominowaną przez samą naturę.
W tym kontekście pojawiła się też moda na chińszczyznę, w szczególności jako naśladownictwo ogrodów chińskich. W 1692 roku w Londynie w scenerii chińskiego ogrodu wystawiono operę Henry Purcella The Fairy Queen opartą na Śnie nocy Letniej Szekspira. Altanki, wypukłe mostki (chińskie), kręte ścieżki, pojedyncze drzewa owocowe oraz egzotyczne zwierzęta budziły powszechne zainteresowanie i chęć naśladownictwa.
Opisy chińskich ogrodów trafiły do Francji za sprawą jezuitów Jean-Baptiste du Halde’a (lata 30. XVIII w.) oraz Attireta (lata 40. XVIII w.). W latach 1750–1755 pojawiły się oryginalne francuskie projekty naśladujące chińskie ogrody przy okazji krytykujące symetrię i parzystość. Wkrótce asymetrię i linie krzywe jeszcze określane jako bizarres (dziwactwa) popularyzowali M.A. Laugier, N. Pineau, J.A. Meissonnie oraz J. de Lajoue. Laugier już w latach 30. XVIII w. twierdził, że linia prosta w naturze nie istnieje, naturalne są jedynie linie krzywe. Te poglądy szybko się przyjęły. Pod ich wpływem pojawiły się niechlujne mostki, walące się płoty, stare, samotne dęby, powyginane sosny, a nawet drzewa uschnięte itp. różnorodne elementy naturalne. Już J.F. Blondel w 1752 r. stwierdził, że w zabawowych boskietach funkcjonują głównie aleje krzywe, spiralne i zygzakowate. W La Granja na przełomie XVII i XVIII wieku wykonano spiralny labirynt, niebudzący wówczas specjalnego zainteresowania. Teraz jego konstrukcja znalazła naśladowców w Anglii (park w Batty Langley) i we Francji np. w Chantilly (prawdopodobnie Dézalliera) albo w Choisy autorstwa Le Blondela.
Chińską egzotykę odbierano jak równie dziwaczną naturę, więc ich połączenie nikogo nie powinno dziwić. Chiński charakter uzyskał ogród Trianon-de-Porcelaine. Inspiracją była opowieść o córce chińskiego cesarza, która przy pomocy różdżki stwarzała różne elementy ogrodu, łącznie z porcelanowym pałacem, krzewem jaśminu i wodotryskami. Około 1750 r. pojawiły się w ogrodach sarny, daniele i jelenie, wodne ptaki, a w sadzawkach złote rybki. Dla nich budowano woliery.
W wyniku opisanych przemian do końca XVIII wieku dominował ogród krajobrazowy w swej istocie będący połączeniem naturalnej sielskości z chińską egzotyką. Ideałem stało się utrzymanie ciągłego wrażenia wiosny ewentualnie lata. Chodziło o stworzenia tła na którym coś się działo. Sama przyroda jako tło, jeszcze prawie nikogo nie interesowała. Przechadzki w plenerze dla samego podziwiania natury wówczas zainteresowały jedynie panią Rambouillet.
Z końcem XVIII wieku ogród regularny stał się anachroniczny, a i koncepcja zabawowo-sentymentalnego ogrodu krajobrazowego też upadła jako sztuczny twór oparty na fałszywych założeniach. Powszechnie uznano iż natura to nie abstrakcyjny kosmos, lecz realna przyroda, występująca na miejscu. Wkrótce ogrody krajobrazowe prawie niezauważalnie dały przekształcić się w romantyczne, typowe ogrody angielskie. Jednak w latach 30. XIX wieku nastąpił częściowy powrót do francuskiego stylu regularnego, zrezygnowano jednak z „wysypki żwirkowej”. Rośliny sadzono odtąd w ziemi, w otoczeniu ziemi i trawników.

## Skład gatunkowy uprawianych roślin
W ogrodach barokowych najczęściej używano gatunków roślin rodzimych, łatwo dających się formować w odpowiednie kształty. Dominowały bryłowe, przestrzenne formy geometryczne – ich uzyskanie było bardzo pracochłonne. Gatunki drzew rodzimych, nie dające się łatwo formować zostawiane były w kształtach naturalnych, w „dzikszych” częściach ogrodu takich jak zwierzyniec.
Doceniono walory skupisk roślinnych. Do tworzenia szpalerów służyły min.: grab, lipa, buk, klon, wiąz, cis, bukszpan, jałowiec i ostrokrzew. Aleje obsadzano dębami, wiązami, kasztanowcami, lipami, bukami, topolami i kasztanami jadalnymi.
Do obsadzania boskietów używane były jesiony i inne typowe drzewa alejowe. Pośród nich sadzono pojedynczo krzewy takie jak głóg, bukszpan, leszczyna i ostrokrzew.
Na otwartej przestrzeni latem uprawiane były rośliny ciepłolubne, które na zimę przenoszone były z powrotem do pomarańczarni. Należały do nich pomarańcze, cytryny oraz pięknie kwitnące jaśminy, wawrzyny i mirty. Dużym powodzeniem cieszyły się także róże: miesięczna, damasceńska, francuska i stulistna. Na rabatach sadzono głównie byliny w towarzystwie pojedynczych żywotników, bukszpanów lub świerków. Z południowej Europy zaczęto sprowadzać dotychczas mniej spotykane drzewa i krzewy takie jak: lilak pospolity, jaśminowiec, ligustr i złotokap. Spoza Europy najczęściej były sprowadzane: jukka, cypryśnik błotny, sumak octowiec, perukowiec, morwa biała, sosna wejmutka, tulipanowiec amerykański, magnolia drzewiasta, hortensja krzewiasta, miłorząb dwuklapowy oraz biota wschodnia.
Byliny i jednoroczne rośliny ozdobne spełniały rolę drugoplanową i sadzone były najczęściej wewnątrz rabat. Do najważniejszych należały: aksamitka, lewkonia, nagietek, wyżlin większy, ostróżka, rącznik oraz szarłaty. Do często spotykanych należą: dzwonki, goździki, bławatki, chabry, kosaćce, jaskry, naparstnice, pierwiosnki, słoneczniki, stokrotki oraz fiołki. Dużą popularnością cieszyły się kwiaty cebulowe takie jak: hiacynty, tulipany oraz narcyzy, szachownice cesarskie, krokusy, śniedki, lilie oraz szafirki.

## Elementy ogrodów barokowych
Ogród francuski charakteryzował się wielką różnorodnością elementów składowych, a zarazem regularnością, symetrią i uporządkowaniem. W ogrodzie można było wyróżnić 3 główne zasadniczo różniące się części. Najbliżej siedziby właściciela lokalizowano partery ogrodowe – w ich skład wchodziły rośliny kwiatowe. Dalej lokalizowano część drzewiastą wyróżniając tam gabinety ogrodowe oraz boskiety. Cały ogród przecinały liczne drogi i dróżki, wysypane kolorowym żwirkiem. Ponieważ początkowo nie dysponowano kosiarkami do trawników nie robiono ich – wszystkie wolne miejsca były wyżwirkowane, od rośliny do rośliny. Samo zakładanie ogrodu zaczynano od ułożenia żwirku w odpowiednie wzory, po czym w wolne miejsca nasadzano rośliny.
Partery – najbardziej ozdobne były partery a wśród nich partery haftowe, gęsto nasadzone różnymi gatunkami kwiatów tak że przypominały orientalne kobierce. Wymagały wiele pracy i stałej wymiany przekwitających kwiatów na nowe. Mniej eksponowane miejsca zajmowały kwiaty większe oraz nisko strzyżone żywopłoty kontrastujące zielenią z różnego koloru żwirkiem.
Rodzajem parterów haftowych były partery kompartymentowe z symetrycznymi ornamentami na planie kwadratu lub prostokąta. W parterach oranżeriowych dominowały drzewka i krzewy wkopywane lub przenoszone z doniczkami w okresie letnim z pomarańczarni. Otoczone parterami kwiatowymi lub rabatami tworzyły urozmaicający akcent.
Rabatom zwykle towarzyszyły trawniki – był to początek dominacji ogrodów krajobrazowych przekształconych w ogrody angielskie. Więcej traw można było spotkać na parterach gazonowych, składały się prawie wyłącznie z trawników poprzecinanych piaszczystymi ścieżkami i klombem w centrum. Najniższą część ogrodu, zależnie od warunków naturalnych, zajmowały stawy, baseny i fontanny tworząc parter wodny. Niekiedy z niepotrzebnych fos tworzono kanały ogrodowe, z bieżącą wodą. Takie kanały mogły też być ochroną przed zwierzętami w zwierzyńcu. Woda pozwalała zaprezentować zupełnie odmienną roślinność.

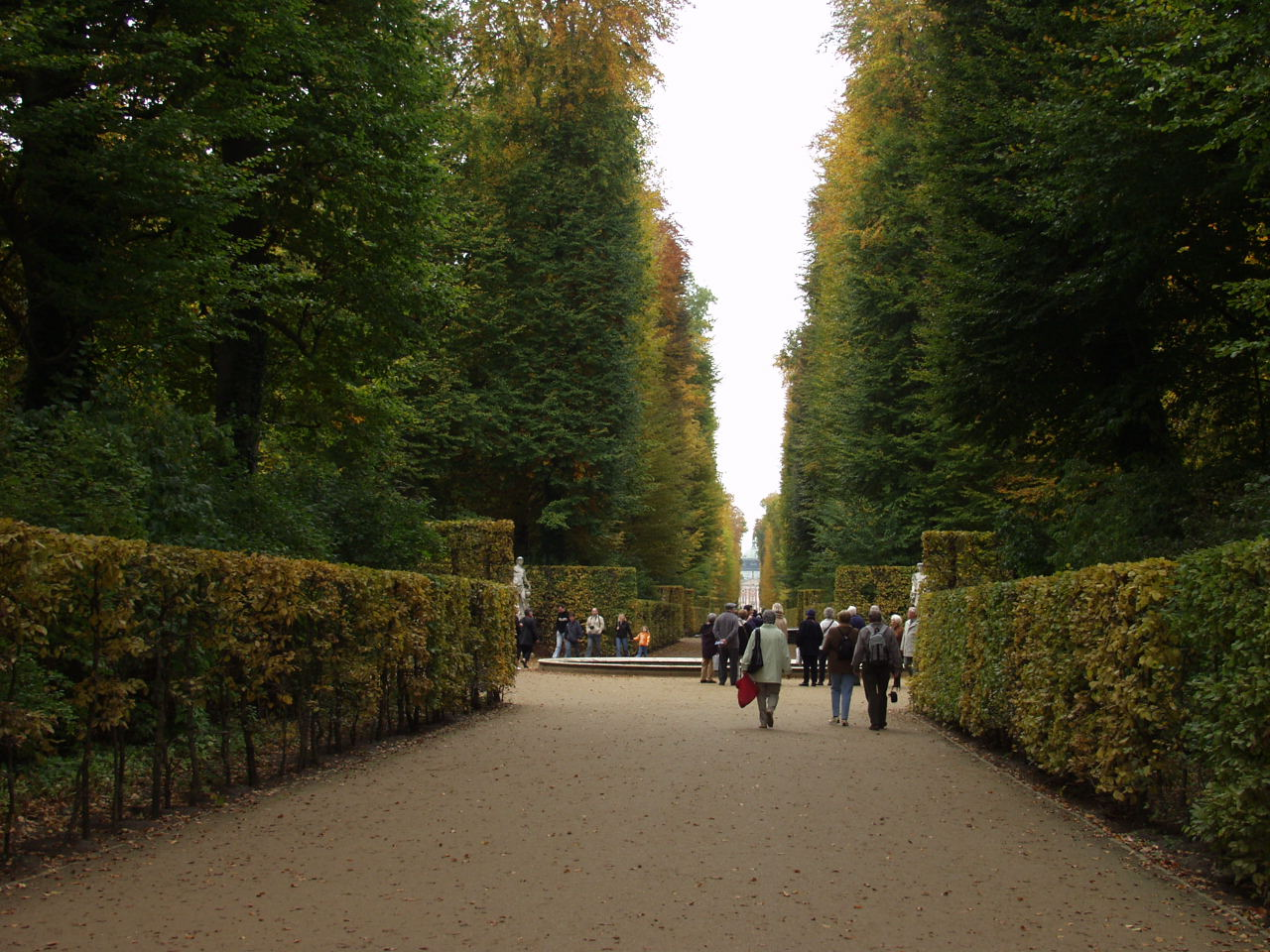
Szpalery w ogrodzie Sanssouci w Poczdamie

Szpalery – były podstawowym składnikiem boskietów, podkreślały odrębność każdej części ogrodu, tworząc zielone mury chroniące od wiatru i przysłaniające widok. Formowano je na różną wysokość w zależności od miejsca i przeznaczenia. Szpalery wysokie formowano w długie, szczelne korytarze, przy czym wysokość drzew miała stanowić 2/3 długości całej alei. Szpalery półpełne, zwane też włoskimi sadzono w jednym lub kilku rzędach, tak aby ich korony się łączyły tworząc jedną całość, a pnie drzew były dobrze widoczne. Dlatego często ich pnie bielono a same drzewa sadzono na wzniesieniu, jedne nad drugimi. W szpalerach ażurowych korony przycinano, pozbawiając je części gałęzi a pozostałe formowano w odrębne gęste skupienia.
Rzeźby roślinne – niektóre „wycinanki” były tak misterne, że tworzyły różnorodne kształty, najczęściej geometryczne, ale nie tylko. Rzeźby takie były umieszczone na parterach w grupach lub pojedynczo.
Aleje Dwa szpalery, posadzone równolegle obok siebie, po obu stronach drogi lub ścieżki tworzą najprostszą pojedynczą aleję spacerową. Gdy korony drzew z obu szpalerów stykają się ze sobą mówimy o alei zamkniętej. W alejach otwartych korony albo się nie stykały albo przy pniach odcinano odrosty, pozwalając na swobodny wgląd na boki. Aleje złożone mogły mieć po każdej stronie drogi kilka szeregów drzew (nawet do sześciu). Aleje określane jako białe miały jasną nawierzchnię ścieżek, natomiast zielone (zwykle otwarte) miały drogę zadarnioną. Aleje mogły także biec w linii prostej, krzyżować się lub biec półkolem. Ważnym elementem ogrodu były też tzw. gęsie stopki – 3 aleje zbiegające się w jednym miejscu.

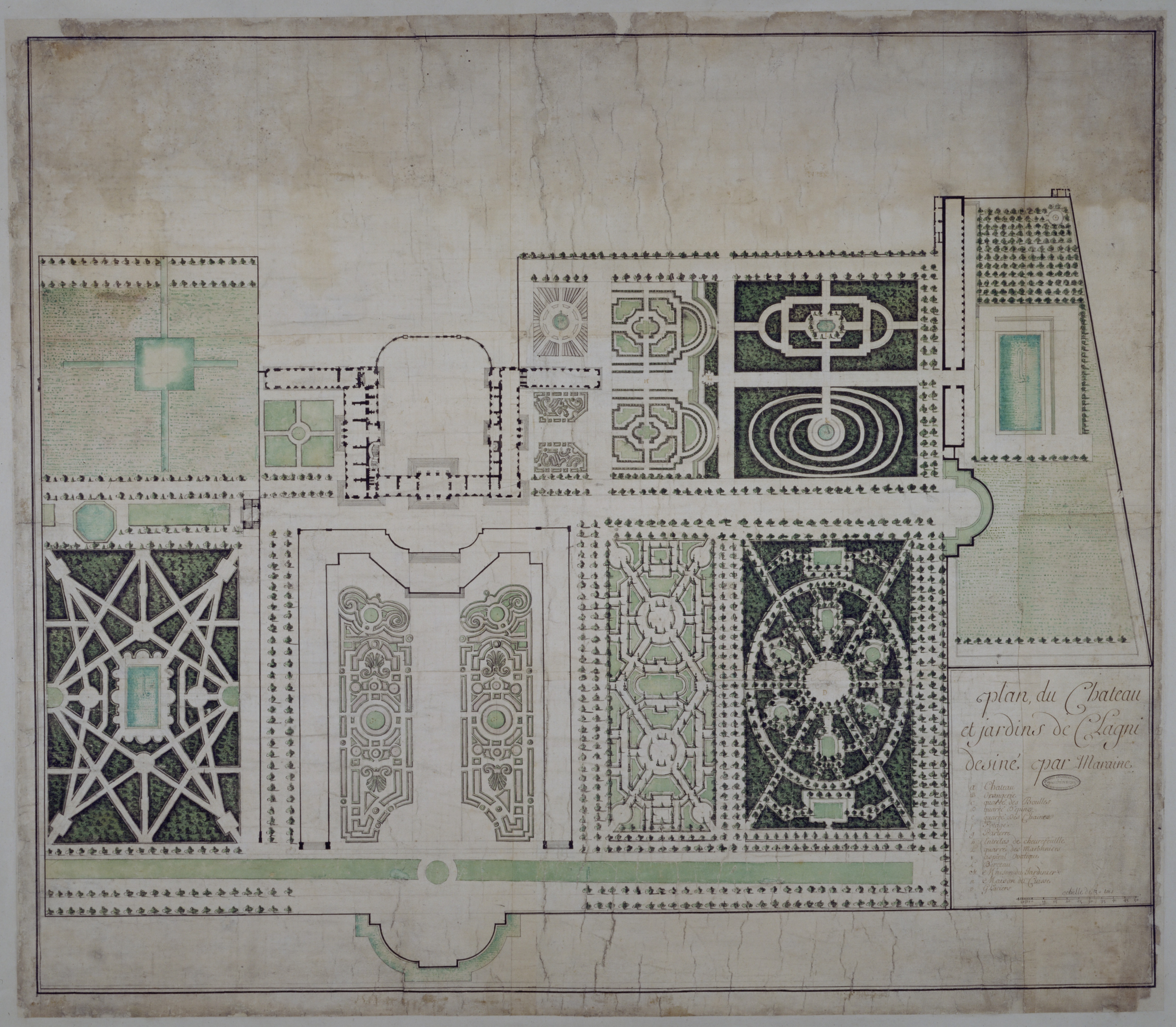
Plan ogrodu Clagny we Francji

Boskiety – swój początek biorą w renesansie. Tworzyły niewielkie laski we włoskich ogrodach. Obsadzane były wysokimi i gęstymi drzewami wśród których wytyczone były ścieżki prowadzące do altan, rzeźb, amfiteatrów. Wyróżnia się:
- boskiety otwarte, gdzie obsadzano drzewami tylko drogi i place, a resztę stanowiły trawniki
- boskiety szachownicowe, obsadzane drzewami we wzór przypominający szachownicę z trawnikiem pod drzewami
- boskiety stale zielone, które obsadzane były gatunkami drzew zimozielonych

Gabinety – były to wnętrza (place) otoczone przez boskiety. Starano się aby każda sala (gabinet) była inna – pod względem wysokości, gatunku roślin i ich uformowania. Sale jednownętrzowe miały niewielkie rozmiary, przeznaczone były do wypoczynku. Do takiej sali prowadziło kilka dróg, a w jej wnętrzu znajdowały się ławki. Ściany gabinetu najczęściej tworzyły drzewa jednego gatunku. Sale zwykle brały swoje nazwy od nich, np. sala kasztanowcowa. Największą salę nazywano festynową. Wielownętrzowe sale ogrodowe tworzono wzdłuż wspólnej osi. Były też sale z wejściem ukrytym, dostępne dla wtajemniczonych. W salach znajdowały się ławki, rzeźby oraz fontanny.

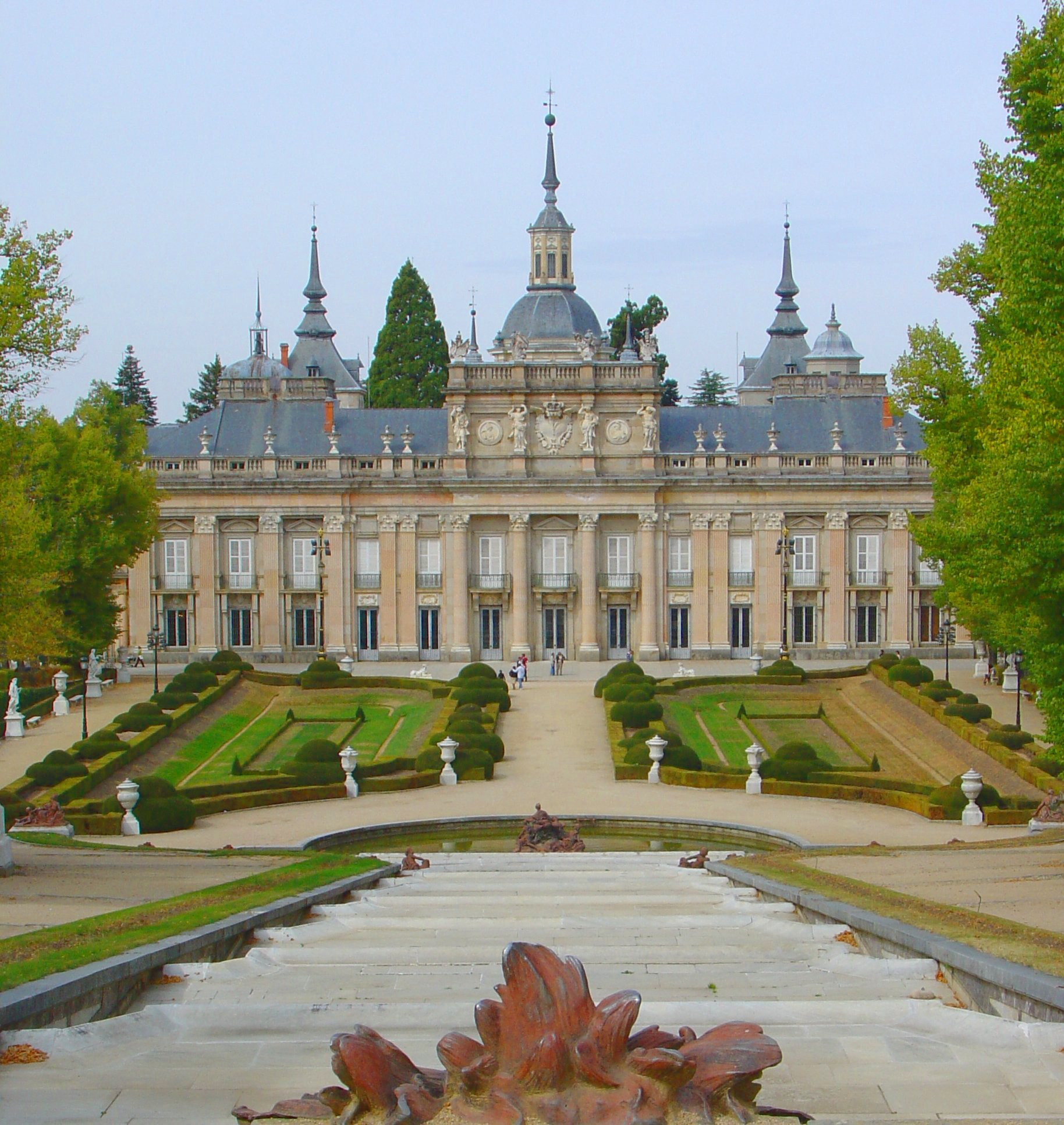
Pałac La Granja pod Madrytem

Teatry ogrodowe – boskiety często stanowiły otoczenie amfiteatrów gdzie wystawiano sztuki teatralne oraz dawano koncerty muzyczne. Odpowiednio położone szpalery tworzyły kulisy i przedziały dla orkiestry. W pobliżu można też było spotkać okazalsze rzeźby, jaskinie, a nawet wodospady.
Labirynty – tworzyły gęste żywopłoty lub szpalery otaczające skomplikowaną siatkę ścieżek. Ślepe odnogi kończyły się ławkami, a w centrum labiryntu umieszczano fontannę, gabinet ogrodowy lub inną tego rodzaju atrakcję.

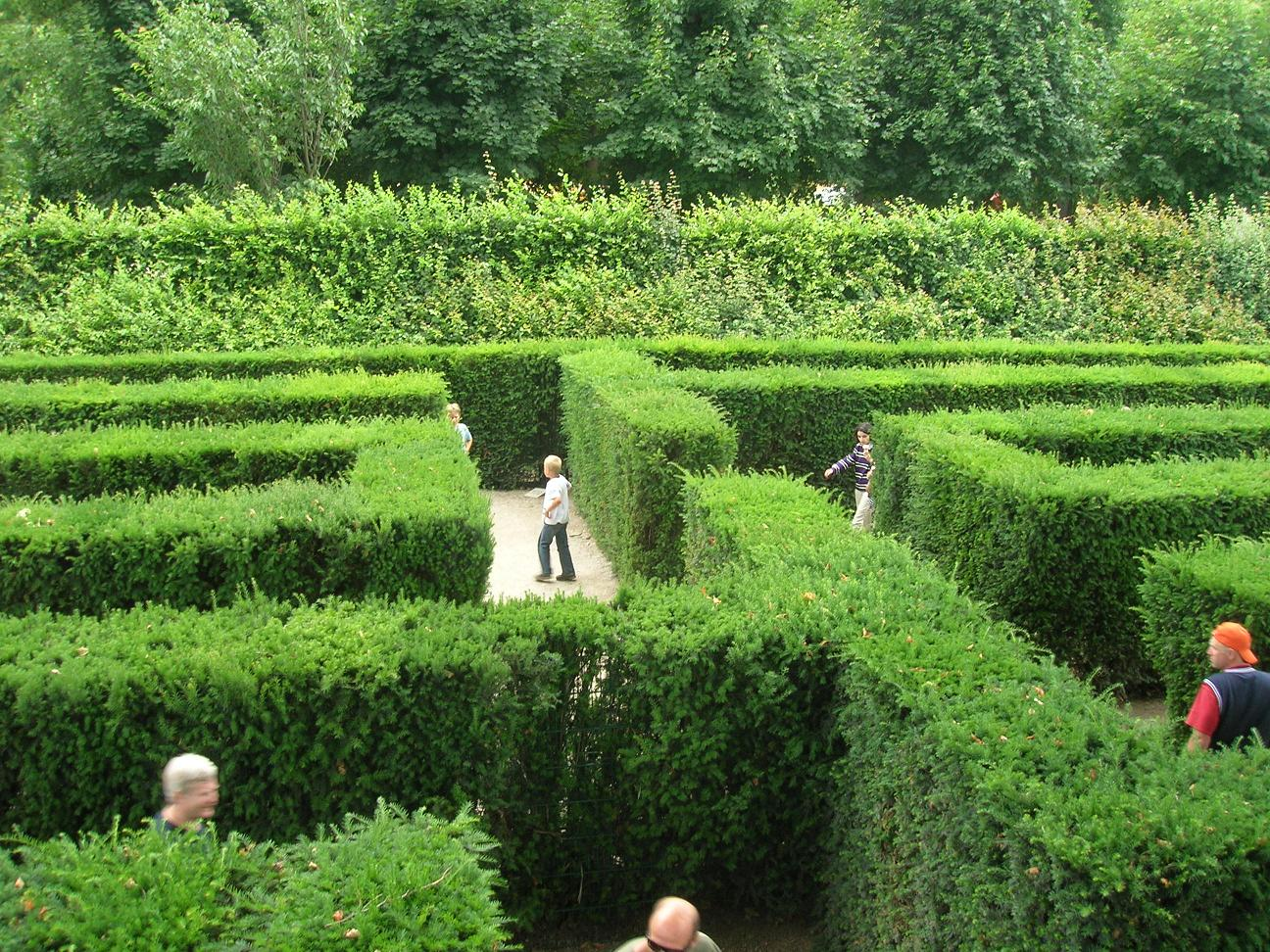
Labirynt w pałacu Schönbrunn w Wiedniu

Rzeźby ogrodowe – stosowane były powszechnie, były punktami orientacyjnymi, tworzyły atmosferę miejsca, przerywały monotonię zieleni. Można je podzielić na:
- rzeźby pełne, będące samodzielnymi elementami umieszczanymi na parterach, w alejach, niszach i teatrach
- rzeźby dekoracyjne, ozdabiające schody, altany, fontanny
- stosowano też wazony kwiatowe posadowione na płotach i balustradach

Rzeźby wykonywano z takich materiałów jak marmur, brąz lub ołów, następnie złocono je lub malowano białą farbą.

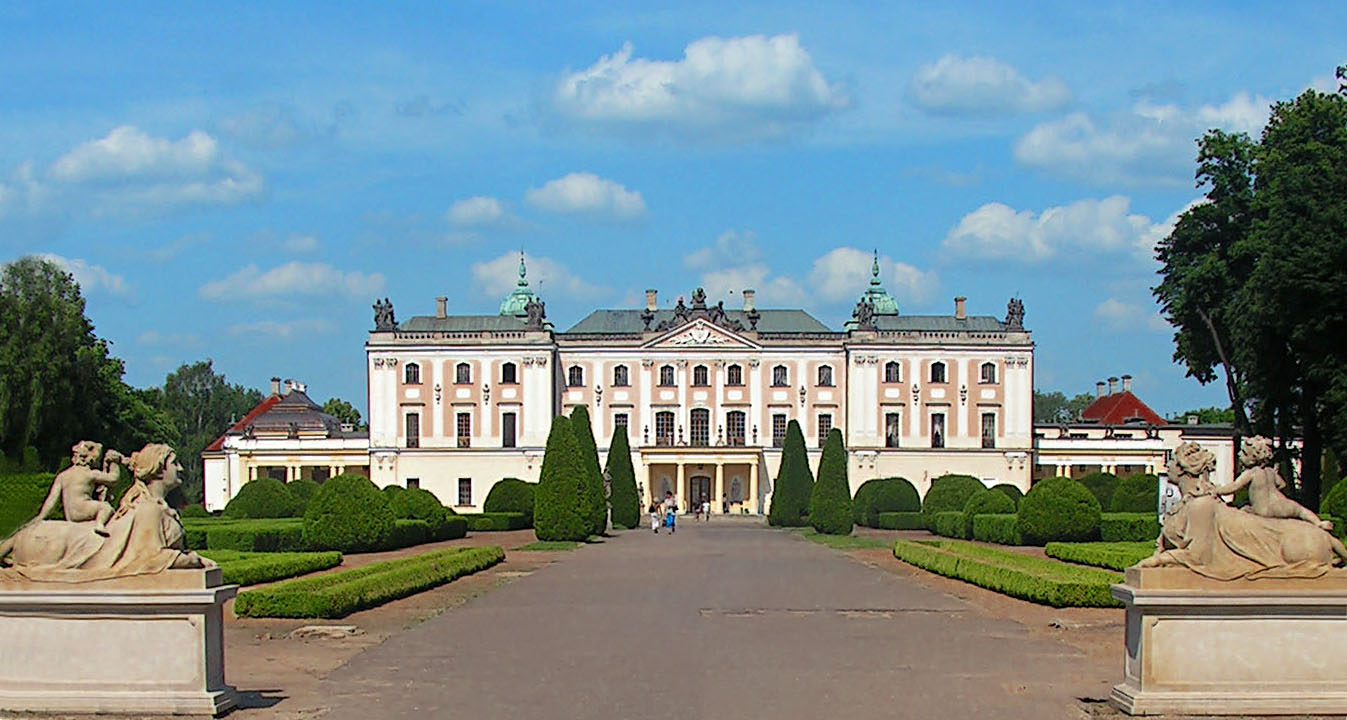
Pałac Branickich w Białymstoku

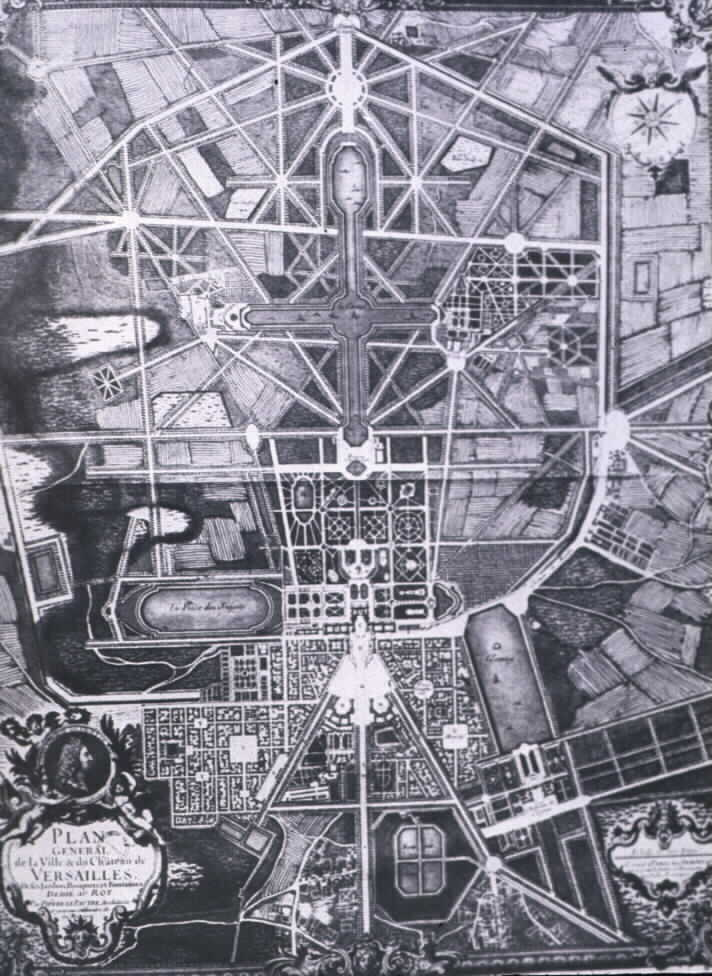
Plan rezydencji w Wersalu

Zwierzyńce – Rozpowszechniły się w rezydencjach podmiejskich, tam gdzie nie istniało ograniczenie powierzchni rezydencji. Położone były najczęściej w naturalnym lesie, który komponował się z zielenią w ogrodzie. Poszczególne kierunki zwiedzania zwierzyńców wytyczały drogi lub aleje poprzecinane placami. Wielkość zwierzyńców znacznie przewyższała wielkość samych ogrodów, a ich zwiedzanie niejednokrotnie łączyło się z polowaniem.
Menażerie – często towarzyszyły zwierzyńcom. Były to kolekcje różnych zwierząt umieszczonych w domkach i zagrodach.

## Budowle ogrodowe
W ogrodzie dominowały ścieżki i rośliny. Pogoda zmuszała do stworzenia zabezpieczeń przed zimnem (pomarańczarnia) lub deszczem (altana i belweder) a warunki terenowe wymagały budowy schodów, mostów. itp. Najczęściej spotykano:
- schody pełniły funkcje estetyczne i komunikacyjne. Ich ozdobność zależała od miejsca w ogrodzie i terenu na jakim były położone. W części reprezentacyjnej schody były potężne, mocno eksponowane, symetryczne. Z czasem rozpowszechniły się także schody z biegami łukowymi. Schody w niewielkich częściach ogrodów np. w gabinetach i boskietach, nie były mocno rozbudowane, najczęściej połączone z murkami, ozdobione akcentami architektonicznymi, wazonami i rzeźbami.
- mury tarasowe były nawiązaniem do murów pałacowych i stanowiły ogrodzenie parterów ogrodowych. Mury dostosowane były do nich wielkością i łączyły się z oranżerią lub grotą. Mury także zróżnicowane były wielkością w stosunku do miejsca w jakim się znalazły. Gdy nie było możliwości dekorowania murów kratami ażurowymi wtedy je malowano techniką olejną lub al fresco. Z czasem malarstwo w ogrodach nie było już stosowane wcale.
- groty rzadko robiono sztucznie, a w naturze występują rzadko. Tam gdzie takowe były, wzbogacano je rzeźbami mitologicznych postaci.
- trejaże stanowiły ażurową konstrukcję z metalu lub drewna tworzącą samodzielne elementy lub stanowiąc ściany altany. Pojedyncze trejaże ustawiano w szpalery lub na tle nie przycinanych drzew.
- berceaux (berso, bindaże) były to trejaże ustawiane wzdłuż chodnika i sklepione łukowo lub wykonywane z ciętych szpalerów.
- portyki były podobnie wykonywane jak berceaux, służyły jako wejścia do sal ogrodowych i gabinetów
- belweder stanowi budowla z tarasem widokowym na najbardziej reprezentacyjną część ogrodu. Belwedery sytuowano na obrzeżach ogrodu, na skarpach lub wzgórzach. Oprócz funkcji widokowej, spełniał też funkcję ochrony przed deszczem oraz wypoczynkową.
- pomarańczarnie (oranżerie) były budowlami wolnostojącymi służącymi do przechowywania w okresach chłodu roślin egzotycznych. Były to pomieszczenia parterowe, z dużymi oknami po południowej stronie. W okresie letnim pomarańczarnie służyły jako schronienie przed deszczem. W zimie, wypełnione roślinami zabranymi z ogrodu, były namiastką ogrodu.

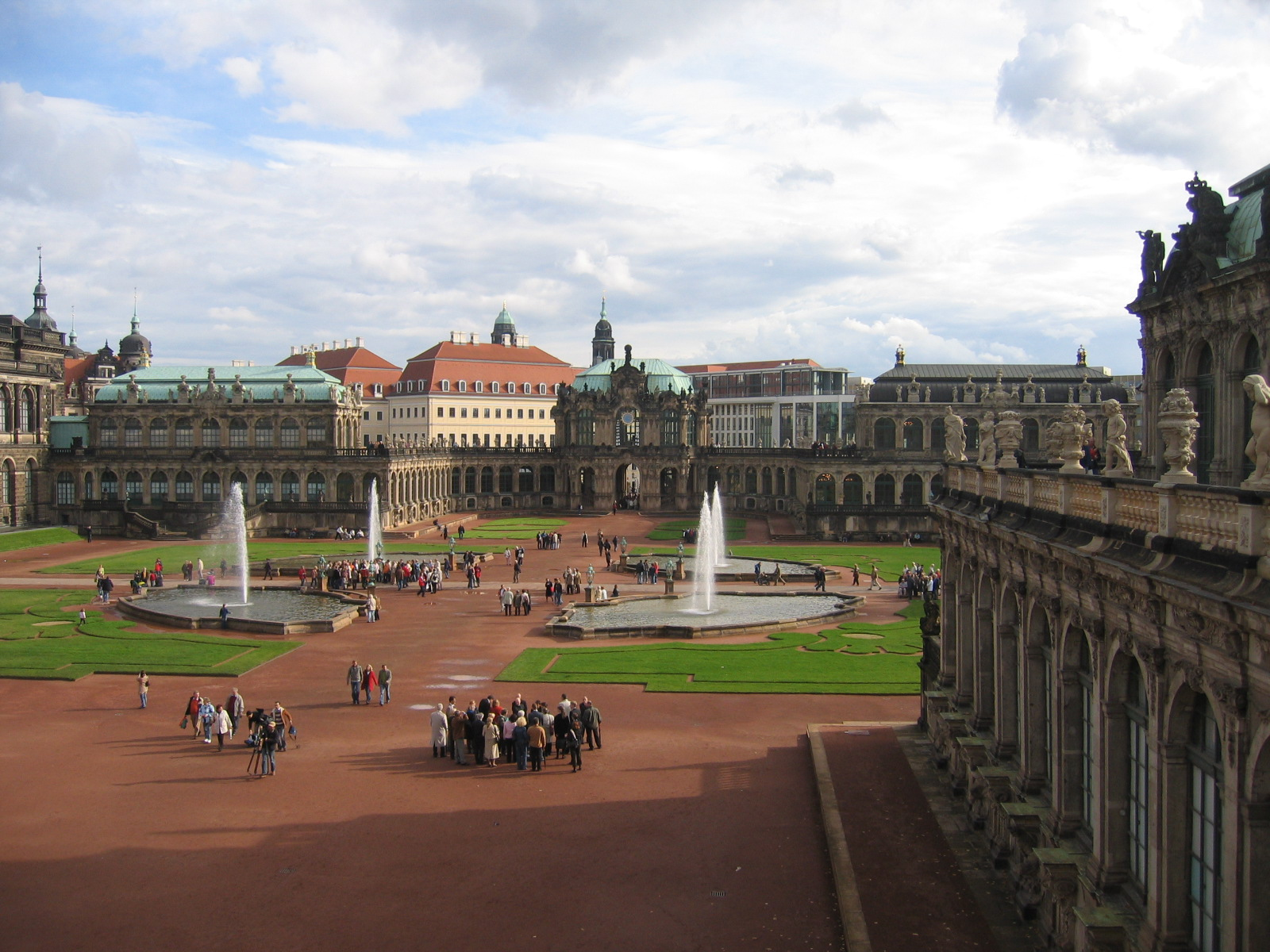
Zwinger w Dreźnie. Widoczny też dziedziniec

## Przykłady ogrodów w stylu francuskim
- Polska:
  - ogród przy Zamku Królewskim w Warszawie
  - ogród Branickich w pałacu Białymstoku
  - ogrody przy rezydencji Krzyżtopór
  - ogród w Rogalinie
  - ogród przy pałacu Królewskim we Wrocławiu
  - ogród przy pałacu Opatów w Gdańsku Oliwie

- Francja:
  - ogrody Wersalu k. Paryża
  - ogród w Clagny
  - ogród w Richelieu
  - ogród Luksemburski w Paryżu
  - ogrody przy licznych rezydencjach w Lotaryngii

- Anglia:
  - ogrody Hampton Court pod Londynem
  - ogród Badminton w Gloucestershire

- Austria:
  - ogrody Belwederu w Wiedniu
  - ogrody pałacu Schönbrunn w Wiedniu

- Hiszpania:
  - ogrody La Granja w San Ildefonso pod Madrytem

- Holandia:
  - ogród w Het Loo
  - ogród w Heemstede
  - ogród w Zeist

- Niemcy:
  - ogród w Herrenhausen pod Hanowerem
  - ogród w Nymphenburgu koło Monachium
  - ogród pałacu Sanssouci w Poczdamie koło Berlina
  - ogród pałacu Zwinger w Dreźnie

- Portugalia:
  - ogród Queluz pod Lizboną

- Rosja:
  - ogrody w Petersburgu (Letni Ogród)
  - ogród w Peterhof nad Zatoką Fińską
  - ogrody w rezydencji Carskie Sioło
  - ogród w letniej rezydencji Archangielskoje

- Szwecja:
  - ogród w Jakobsdal
  - ogrody w Drottningholm

- Węgry:
  - ogrody w Fertőd
  - ogród w Kaszthely

- Włochy:
  - ogród w Villa Aldobrandini
  - ogród w Isola Bella
  - ogród w Villa Albani